# Дентон (Північна Кароліна)
Дентон (англ. Denton) — місто (англ. town) в США, в окрузі Девідсон штату Північна Кароліна. Населення — 1494 особи (2020).

## Географія
Дентон розташований за координатами 35°38′17″ пн. ш. 80°6′42″ зх. д. / 35.63806° пн. ш. 80.11167° зх. д. (35.637990, -80.111581).  За даними Бюро перепису населення США в 2010 році місто мало площу 5,14 км², з яких 5,13 км² — суходіл та 0,02 км² — водойми.

### Клімат
| Клімат : Дентон              | Клімат : Дентон | Клімат : Дентон | Клімат : Дентон | Клімат : Дентон | Клімат : Дентон | Клімат : Дентон | Клімат : Дентон | Клімат : Дентон | Клімат : Дентон | Клімат : Дентон | Клімат : Дентон | Клімат : Дентон | Клімат : Дентон |
| Показник                     | Січ.            | Лют.            | Бер.            | Квіт.           | Трав.           | Черв.           | Лип.            | Серп.           | Вер.            | Жовт.           | Лист.           | Груд.           | Рік             |
| Абсолютний максимум, °C      | 25,6            | 27,8            | 33,3            | 33,9            | 36,1            | 39,4            | 40,0            | 40,6            | 37,8            | 35,6            | 30,6            | 26,1            | 40,6            |
| Середній максимум, °C        | 9,4             | 12,2            | 16,7            | 21,7            | 25,6            | 28,9            | 31,1            | 30,0            | 26,7            | 21,7            | 16,7            | 11,1            | 21,0            |
| Середній мінімум, °C         | −1,1            | 0,6             | 4,4             | 8,9             | 13,3            | 18,3            | 20,6            | 20,0            | 16,1            | 9,4             | 4,4             | 0,6             | 9,7             |
| Абсолютний мінімум, °C       | −22,2           | −16,7           | −13,3           | −3,9            | 0,6             | 3,9             | 7,2             | 7,8             | 2,2             | −6,1            | −12,2           | −18,3           | −22,2           |
| Норма опадів, мм             | 97              | 96              | 102             | 92              | 89              | 99              | 104             | 106             | 100             | 93              | 87              | 83              | 1148            |
| ---------------------------- | --------------- | --------------- | --------------- | --------------- | --------------- | --------------- | --------------- | --------------- | --------------- | --------------- | --------------- | --------------- | --------------- |
| Джерело: The Weather Channel |                 |                 |                 |                 |                 |                 |                 |                 |                 |                 |                 |                 |                 |

## Демографія
Згідно з переписом 2010 року, у місті мешкало 1636 осіб у 680 домогосподарствах у складі 457 родин. Густота населення становила 318 осіб/км².  Було 766 помешкань (149/км²).
Расовий склад населення:
| - 98,4 % — білих - 0,1 % — корінних американців - 0,1 % — чорних або афроамериканців |

До двох чи більше рас належало 1,0 %. Частка іспаномовних становила 1,0 % від усіх жителів.
За віковим діапазоном населення розподілялося таким чином: 23,5 % — особи молодші 18 років, 61,8 % — особи у віці 18—64 років, 14,7 % — особи у віці 65 років та старші. Медіана віку мешканця становила 39,8 року. На 100 осіб жіночої статі у місті припадало 91,8 чоловіків;  на 100 жінок у віці від 18 років та старших — 89,3 чоловіків також старших 18 років.
Середній дохід на одне домашнє господарство  становив 43 407 доларів США (медіана — 35 438), а середній дохід на одну сім'ю — 48 867 доларів (медіана — 43 889). Медіана доходів становила 36 667 доларів для чоловіків та 31 094 долари для жінок. За межею бідності перебувало 20,5 % осіб, у тому числі 25,8 % дітей у віці до 18 років та 8,6 % осіб у віці 65 років та старших.
Цивільне працевлаштоване населення становило 744 особи. Основні галузі зайнятості: виробництво — 24,3 %, освіта, охорона здоров'я та соціальна допомога — 19,0 %, роздрібна торгівля — 10,8 %, публічна адміністрація — 9,1 %.